# Подоцит
Подоцит (лат. podocytus; грец. podion — ніжка + гіст. cytus — клітина) — це найбільш диференційовані епітеліальні клітини у капсулах Шумлянського-Боумена в нирках, які вкривають капіляри клубочків.
Стінки капсули Шумлянського-Боумена фільтрують плазму крові з капілярів клубочка, не пропускаючи великі молекули, такі як білки. У процесі такої фільтрації утворюється первинна сеча, яка за складом відображає ультрафільтрат плазми крові.

## Будова

### Структура
Подоцит є високо диференційованою клітиною овальної форми з ядром, мітохондріями, добре розвиненим ендоплазматичним ретикулумом та апаратом Гольджі. Подоцит складається з трьох частин: тіло клітини, первинні відростки — трабекули, вторинні відростки, або педікули, за допомогою яких клітини прикріплюються до базальної мембрани, у результаті утворюється підподоцитарний простір. У підподоцитарному просторі педікули сусідніх клітин утворюють між собою щілинні контакти за допомогою білка нефрина, який заякорений у мембрані педікул за допомогою білків подоцину і CD2AP. Простір між сусідніми відростками називається щілиною фільтрації та її діаметр може регулюватися в залежності від потреб.
Нефрин — білок, який утворює фільтраційні щілини. Ідентифікація нефрину у фільтраційній щілині дала розуміння пристрою клубочкового фільтру і ролі фільтраійної щілини як заключного селективного бар'єру для проходження білка. Нефрин є трансмембранним білком з молекулярною масою 185 кДа (1241 аміноксилотний залишок), що відноситься до імуноглобулінів з адгезивними функціями. Нефрин є обов'язковим компонентом фільтраційної щілини. Також нефрин бере участь у передачі клітинних сигналів. У фільтраційній щілині нефрин і розташовані поблизу нього білки формують функціональний комплекс, що зв'язує фільтраційну щілину з актиновою частиною цитоскелету.
Подоцин — інтегральний мембранний білок з молекулярною масою 42 кДа. Його ген NPHS2 розташований на хромосомі 1 людини у локусі q25-q31. В основному експресується у гломерулярних подоцитах і менше — в тканині яєчок, фетальних тканинах серця і печінки. Подоцин «замикає» нефрин в подоцитах, і подібно до нефрину і білку CD2AP пов'язаний з фільтраційною щілиною ліпідними містками.
CD2AP (СD2-асоційований білок) був названий так у зв'язку з його асоціацією з CD2 — рецепторним білком Т -лімфоцитів. В Т — клітинах CD2AP стабілізує взаємодію з антиген-презентуючими клітинами. Його молекулярна маса — 80 кДа. Білок CD2AP регулює цитоскелет подоцитів і стабілізує фільтраційні щілини.

### Цитоскелет

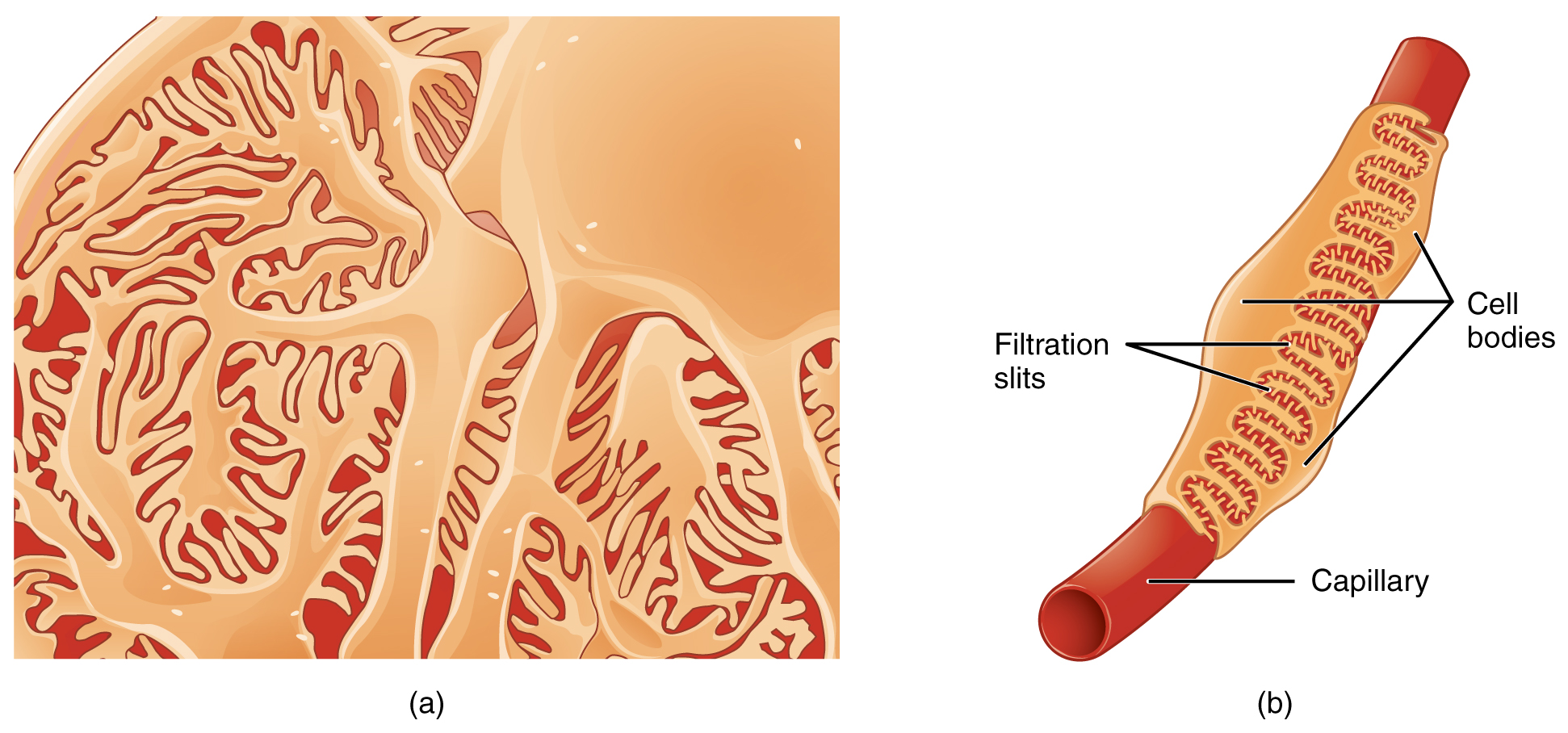
Подоцити навколо капіляру

Тіло подоцита формується з проміжних філаментів, які складаються з віментину і десміну. Центральна частина подоцита містить мікротрубочки, а цитозольна частина внутрішньої мембрани клітини вкрита мікрофіламентами. Від тіла клітини відходять великі відростки — трабекули, що охоплюють значну поверхню капіляра. Первинні відростки заповнені мікротрубочками змішаної полярності і руховим білком — CHO1/MKLP1.
Малі відростки — педікули, відходять від великих майже перпендикулярно. Переплітаючись між собою, вони закривають весь вільний від великих відростків простір базальної мембрани капіляра. Педікули містять актинові нитки, що здатні скорочуватися. Один кінець цих ниток розташовується в первинних відростках, інший — в «ніжках» подоцитів. Актинові нитки пов'язані з мікротрубочками первинних відростків і складаються з актину, міозину і α-актиніну.
Цитоскелет подоцита зв'язується з базальною мембраною за допомогою інтегринів. Інтегринові комплекси представлені 31-інтегрином, вінкуліном, таліном.

### Глікокалікс
Подоцитарна мембрана — плазмалема — розділена на базальну та апікальну частини, що переходять у фільтраційну щілину. Товстий шар апікальної частини плазмолеми вкритий глікокаліксом, що має негативний заряд. У глікокаліксі багато сіалопротеїнів, серед яких головними є подокаліксин і подоендин.
Подокаліксин — білок з молекулярною масою 150 кДа, що експресується в клітинах ендотелію, мегакаріоцитів і тромбоцитах. Близько 80% негативного заряду глікокаліксу забезпечується подокаліксином. Подокаліксин пов'язаний з цитоскелетом за рахунок взаємодії його цитоплазматичної частини з езрином і бере участь у формуванні та збереженні архітектури подоцита.

## Функції

Схема фільтраційного бар'єру. А - ендотеліальні клітини: 1.фенестри
В - гломерулярна базальна мембрана:1. lamina rara interna 2. щільна ламіна 3. lamina rara externa)
C - подоцити: 1. ферменти і структурні білки 2. фільтраційна щілина 3. діафрагма)

Фільтраційні щілини складаються з декількох клітинних поверхневих білків, які блокують фільтрацію молекул розміром більших за 4,5 нм. Тому через мембрану вільно або частково можуть проходити молекули, діаметр яких менше 3,2 нм, наприклад, інсулін — діаметр 1,48 нм, яєчний альбумін — 2,85 нм, гемоглобін — 3,25 нм, сироватковий альбумін — 3,55 нм.
Проникненню білків через мембрану також заважають негативно заряджені молекули — поліаніони і сіалоглікопротеїди, що знаходяться у складі чи на поверхні подоцитів, їхніх мембран. Маючи негативний заряд, вони відштовхують негативно заряджені білки плазми крові, що фільтрується. Таким чином, у нормі через мембрану проникає ультрафільтрат.
Подоцити також беруть участь в регуляції клубочкової фільтрації. Коли подоцити скорочуються, вони викликають закриття фільтраційних щілин, що призводить до зменшення фільтрації клубочків за рахунок зменшення площі поверхні, яка використовується при фільтрації.

## Патології
Фізіологічна проникність капілярів клубочку залежить від нормальної будови та функції відростків подоцитів, що формують фільтрувальну щілину. Наразі відомі певні мутації декількох генів, які визначають етіологію й патогенез прогресивної ниркової недостатності зі значною протеїнурією.
Нефротичний синдром — патологія, яка часто зустрічається серед гломерулярних захворювань нирок у дитячому віці.

### Нефротичний синдром фінського типу
У 1998 році було виявлено ген, відповідальний за розвиток вродженого нефротичного синдрому фінського типу, — NPHS1 — ген нефрину, що розташований на 19-й хромосомі. Він складається з 29 екзонів. Серед фінської популяції відзначаються дві мутації: делеція в 2-му екзоні — Fin-major і нонсенс-мутація в 26-м екзоні — Fin-minor. Обидві мутації призводять до порушення синтезу нефрину.
У представників інших популяцій окрім фінської описані більше 60 різних мутацій, такі як: делеції, міссенс- і нонсенс-мутації в інших екзонах.
З поліморфізмом гена NPHS1 в 3-му екзоні (G349A) і 26-му екзоні (G3315A) A. Landenkari і співавтори (2004) пов'язали виникнення стероїд-залежних і стероїд-резистентних форм синдрому, які часто рецидивують.
Вроджений нефротичний синдром фінського типу характеризується аутосомно-рецесивним типом успадкування. Велика кількість немовлят народжується передчасно з низькою масою тіла. Плацента збільшена, вага її перевищує масу новонародженого більш ніж на 25%. Синдром набряку в новонародженого спостерігається вже при народженні або розвивається протягом кількох наступних днів внаслідок важкого НС. Масивна протеїнурія супроводжується вираженою гіпоальбумінемією і значної гіпогаммаглобулінемією. При морфологічному дослідженні нирок виявляються мікроцисти в тубулярному апараті у поєднанні з подоцитарною патологією — дифузним згладжуванням «ніжок» подоцитів.
Порушення в структурі як самого нефрину, так і асоційованого з ним білкового комплексу призводять до змін архітектоніки подоциту — згладжування «ніжок» і протеїнурії. Аналогічний стан спостерігається у хворих при діабетичній нефропатії. Діабетична нефропатія пов'язана з порушенням контролю глікемії. Посилення експресії нефрину встановлено в ранній фазі розвитку діабетичної нефропатії. На пізніших стадіях діабетичної нефропатії експресія нефрину знижується, внаслідок зморщування і втрати функції подоцитів.

### Мутації гену NPHS2
Описано понад 30 патологічних мутацій у гені подоцину, що призводять до змін структури білка: міссенс-мутації, нонсенс-мутації, делеції. При мутації P20L, як і при багатьох інших (P118L, R138Q, D160G, R168C, R168H, R168S, V180M і V260E), подоцин збережений в ендоплазматичному ретикулумі, але втрачається його здатність утримувати нефрин в ліпідних містках. 